# Ormosia semicastrata
Ormosia semicastrata là một loài thực vật có hoa trong họ Đậu. Loài này được Hance miêu tả khoa học đầu tiên.